# Riyu Kosaka
Riyu Kosaka (小坂 りゆ, Kosaka Riyu) (Kanagawa, 17 de Janeiro de 1985) é uma cantora japonesa, integrante do grupo de Jpop BeForU. Atualmente é a única integrante que continua desde seu início em 2000, sendo considerada a líder da banda. Também possui a carreira solo mais bem sucedida do grupo. Seu repertório inclui músicas temas como para Claymore e Kamen Rider.

## Discografia solo

### Singles
- true...... (2001)
- 大和撫子魂(2006) (Yamato Nadeshiko Spirit or Perfect Japanese woman spirit)
- Danzai no Hana ~Guilty Sky~ (2007)
- Dober Man (2007)
- Platinum Smile (2007)
- Kokoro no ato|ココロの跡 (2007)

### Álbuns
- begin (2004)
- every struggle (2008)

### Outros CDS
- Baby's Tears (2006) (as part of the Sky Girls Original Soundtrack)
- i-revoミュージックICE限定配信曲 (2006) (available for download only from BeForU's i-revo homepage, this digital album is referred to by fans as Little Wings or Startup.)
- Platinum Smile (2007) as featured on the Kamen Rider the Next original soundtrack)

### DVDs
- Riyu Kosaka First Live at O-EAST 2005 (2005)
- Riyu's Summer Vacation (2007)